# 勞動光榮勳章
勞動光榮勳章（俄语：Орден Трудовой Славы）於1974年1月18日設立，是蘇聯由蘇聯最高蘇維埃主席團頒令設立的一種民事勳章，用以嘉許蘇聯公民的突出勞動成就。與光榮勳章相同，此勳章分為三個級別：一級、二級和三級。

## 颁授
获奖者需满足以下条件：
- 系统超额完成生产标准和计划
- 实现高劳动生产率，制造高质量产品，节约材料，降低劳动力成本
- 工作中实现创新、做出有价值的发明、提出合理化建议，积极参与新设备和先进技术的开发和使用
- 提高农牧业产量
- 为减少建筑的工期、和提高质量做出的巨大贡献
- 在青年、工人和集体农民的培训和教育方面取得巨大成功
- 在儿童和青少年的教育方面取得成功，为他们的生活和工作做好准备

获奖者须先获得第三级的勋章，其后再次立功方可依次获得二级和一级的勋章。
获得全部三级勋章的劳动者可享受以下优待：
- 养老金提高15%
- 在分配住房方面享有优先权
- 免费乘坐长途车、铁路软座车厢、客船一等座、飞机经济舱
- 在城市内免费乘坐公交车
- 每年享受一次免费疗养
- 享受娱乐和公共机构、文教场所优先权

劳动光荣勋章应佩戴在左胸，排列在光荣勋章之后，勇敢奖章之前。

## 样式
勋章为不规则形状，银质。一级勋章正面上方由五束发散的金色光线构成，下方由三排麦穗组成的花环构成。底部缠绕着一条红色珐琅丝带，上面刻有“苏联”字样。麦穗、“苏联”字样和丝带的轮廓均镀金。勋章中央部分在覆盖着红色珐琅的发散光芒的背景下是高炉和正在建设中的水力发电站的浮雕图像以及镀金的镰刀铁锤标志。中央外围镶有齿轮图像，圆周周围有镀金铭文ТРУДОВАЯ СЛАВА（劳动光荣）。勋章顶部是一颗红色珐琅制五角星。
二级勋章发散的光线为银色，中间部分珐琅为蓝色。
三级勋章下面两排麦穗、缎带的轮廓、“苏联”和“劳动光荣”的铭文是镀金的。中间没有珐琅。
| 一級 | 二級 | 三級 |
| ---- | ---- | ---- |
|      |      |      |
| 章略 |      |      |
|      |      |      |